# 鏡蓉書屋

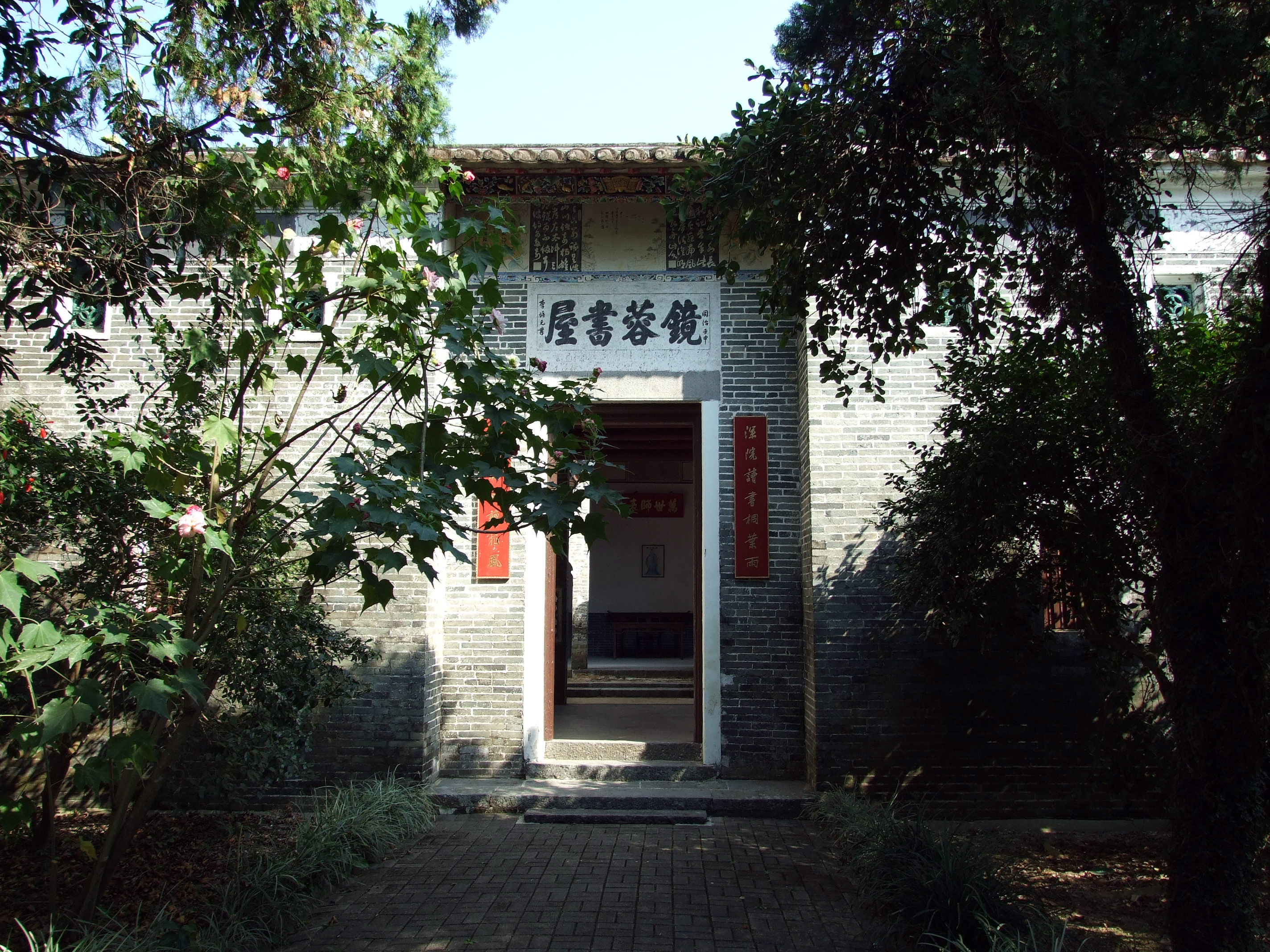
鏡蓉書屋門前植有一株木芙蓉

鏡蓉書屋位於香港新界沙頭角上禾坑村，是香港法定古蹟之一。

## 歷史
鏡蓉書屋由祖籍博羅縣的禾坑村李氏客家族人於清朝初期興建。起初只是一間供五至十名村內子弟就讀的私塾。在1736年至1795年間，書室改建成兩層。1872年再次復修，並由當時禾坑的著名學者李培元題「鏡蓉書屋」四字。

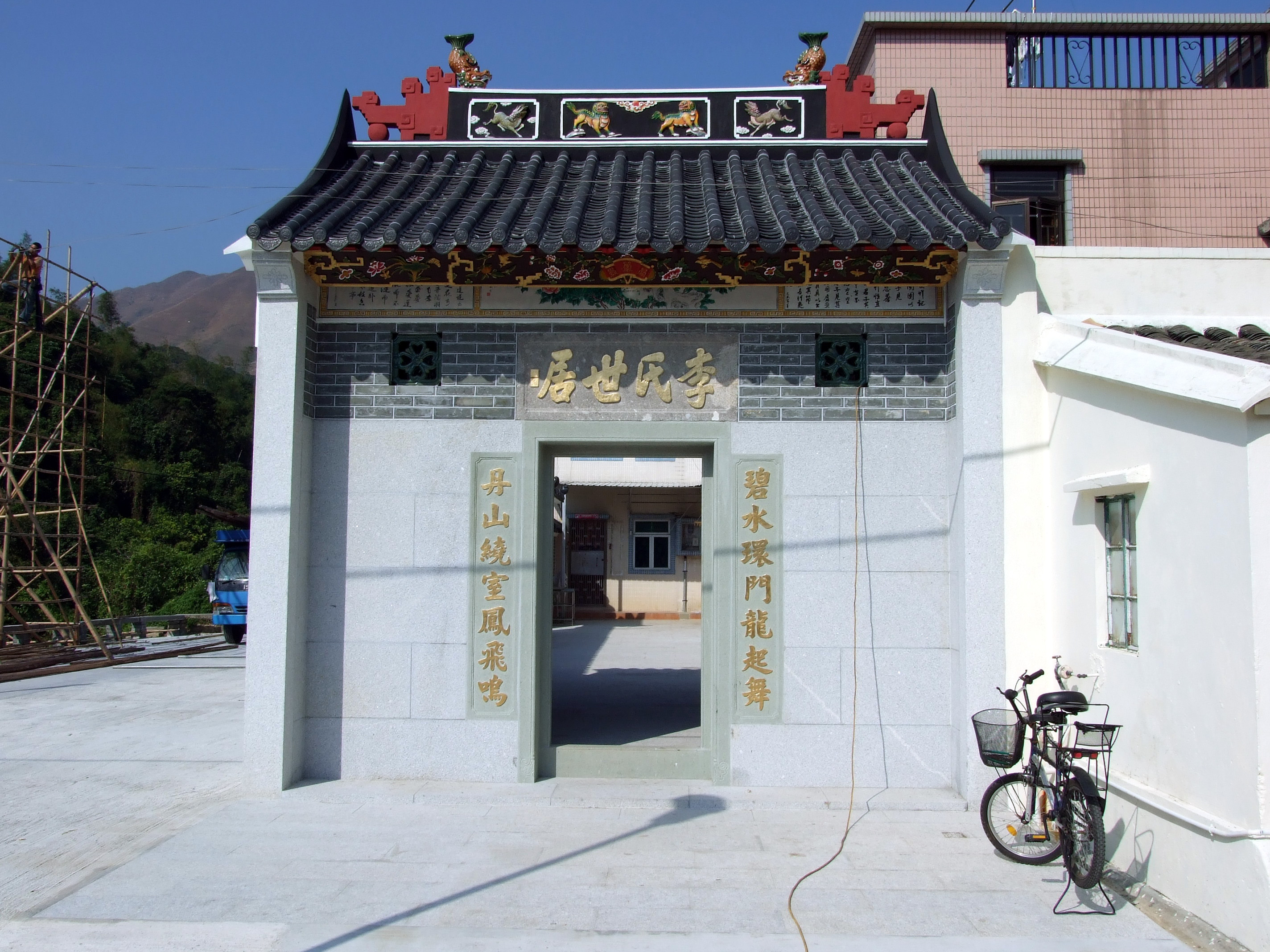
上禾坑李氏宗祠
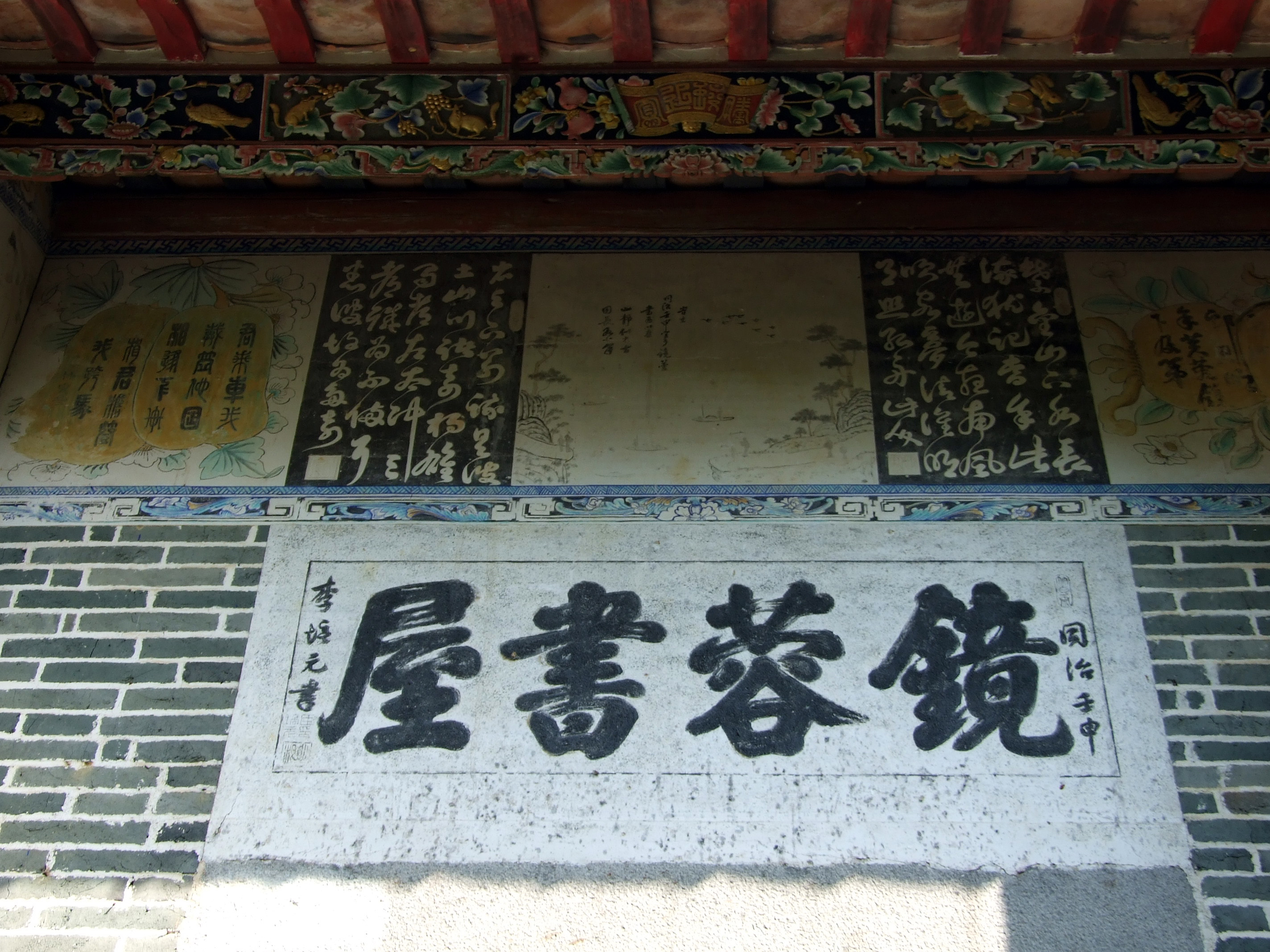
李培元題「鏡蓉書屋」

## 命名掌故
至於書屋名字起源有兩個說法，一說可能典出至唐朝筆記小說《酉陽雜俎》。故事提及李固言落第遊蜀時遇見一老婦，老婦預言「郎君明年芙蓉鏡下及第」，果然，翌年考題即有「人鏡芙蓉」一題，李氏亦中式。另一說與粉嶺龍躍頭生員鄧蓉鏡有關，鄧氏於1871年中進士，為該地二百年來所未有，故書屋取名「鏡蓉」以記念之。不過，亦有村民認為書屋之命名早於1872年。
鏡蓉書屋曾培育出多名秀才，吸引不少學生從大埔、沙田和荃灣前來寄宿求學。書屋後期轉型成為一所鄉村小學，1986年夏季，最後一批學生離校之後，鏡蓉書屋正式結束。
鏡蓉書屋見證了早期香港的教育史，因此在1991年4月被列為法定古蹟。

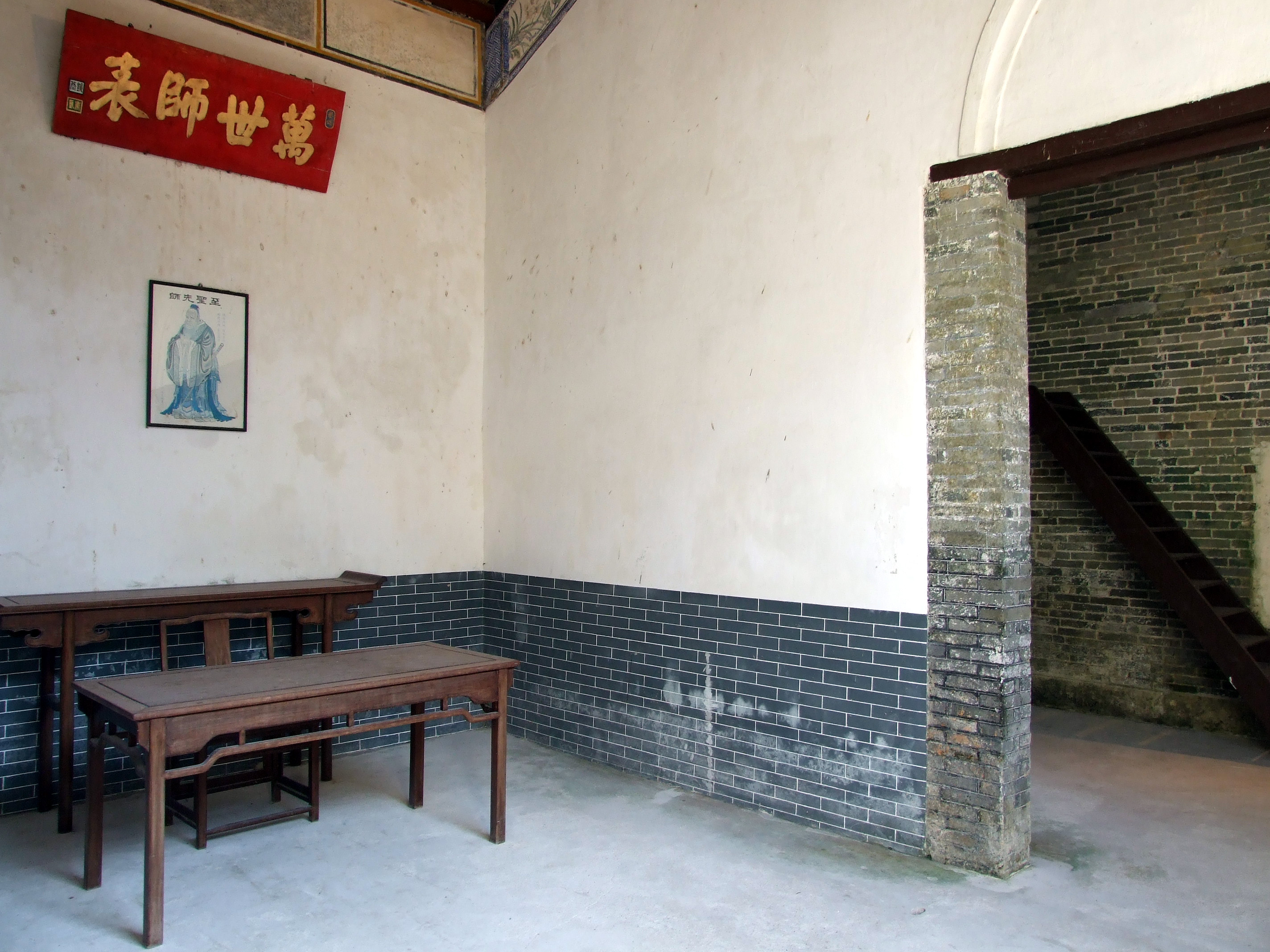
正廳供奉孔子
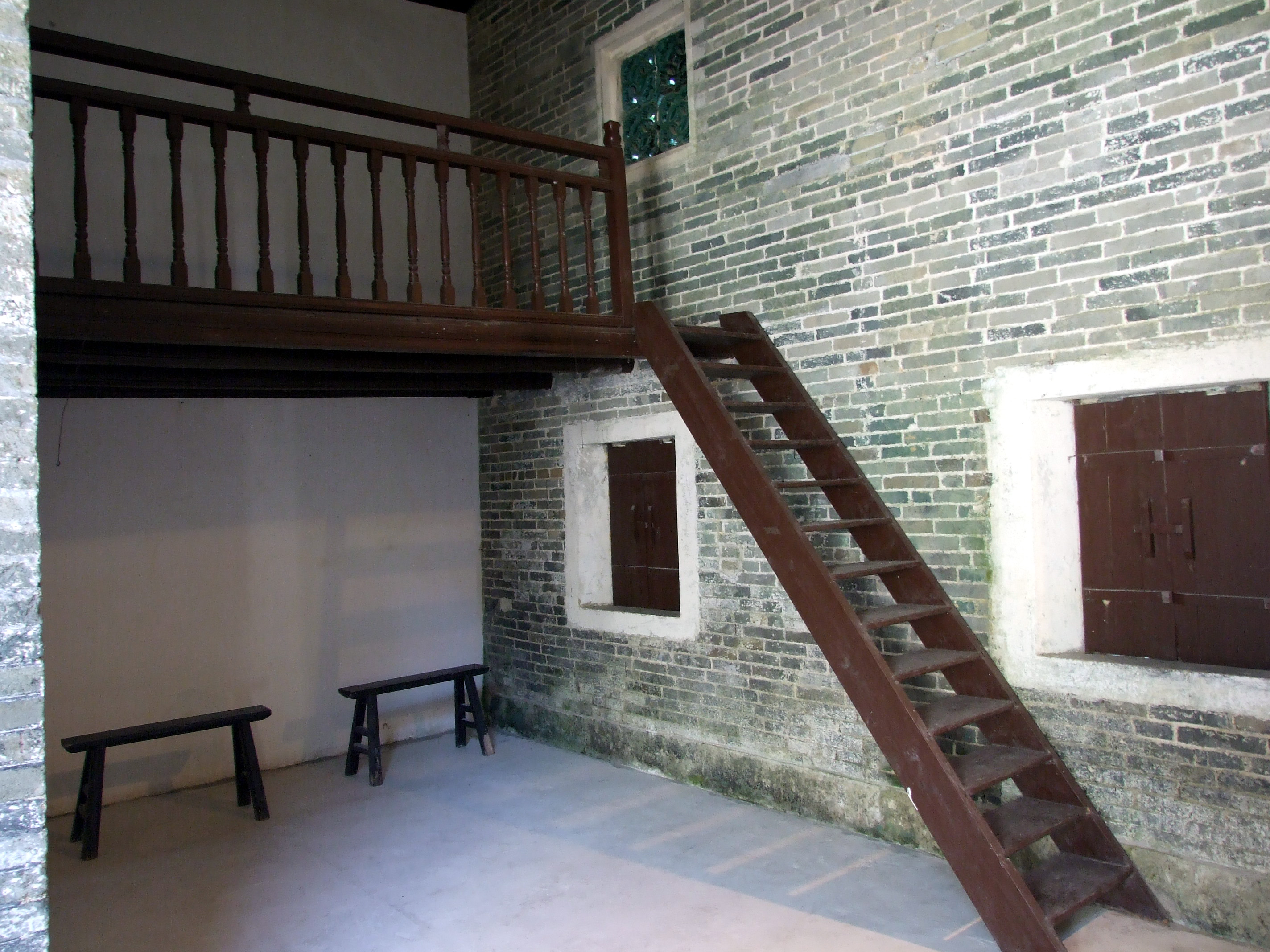
登上層的階梯
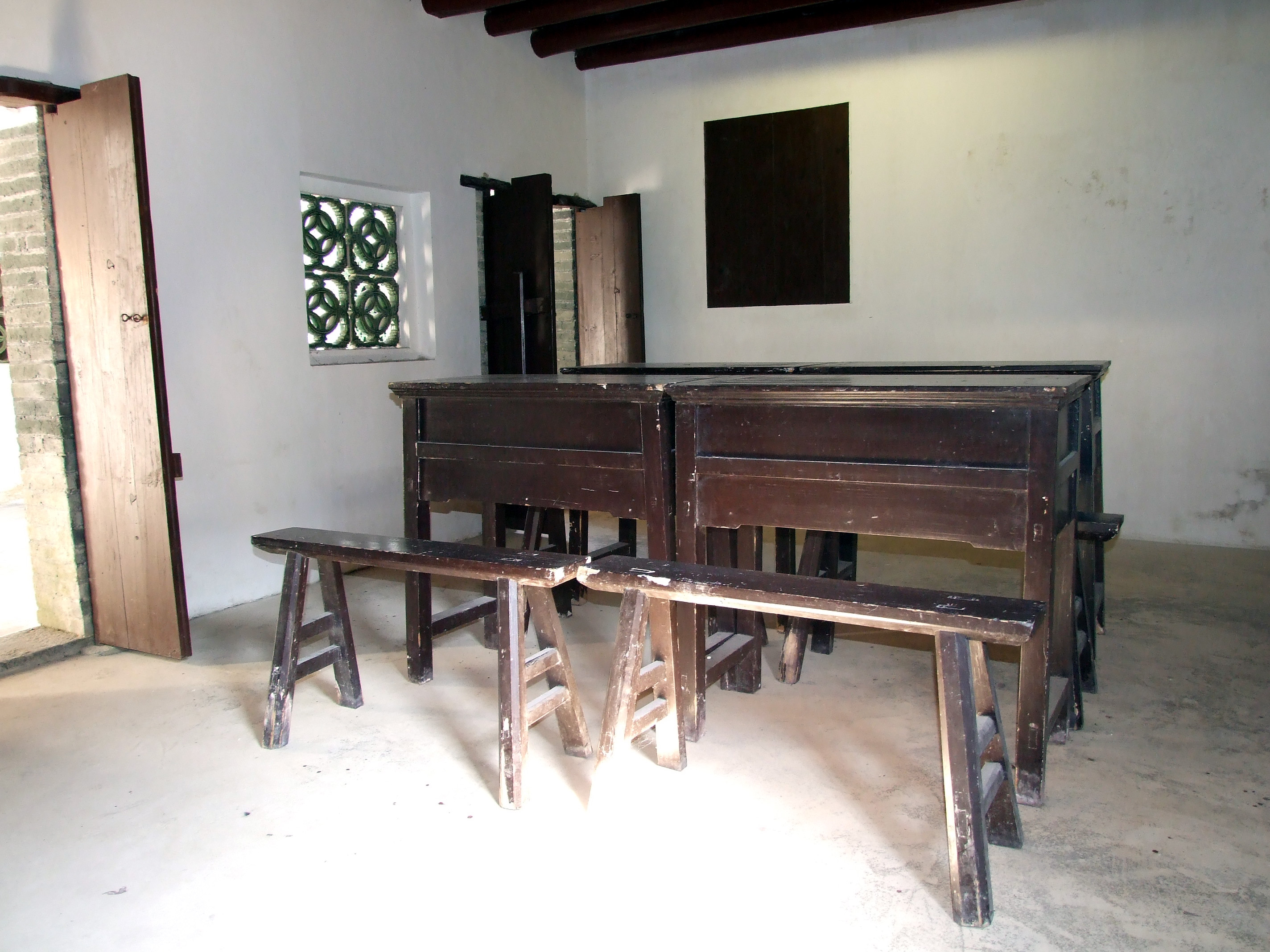
偏廳用為課室